# Medetera plebeia
Medetera plebeia är en tvåvingeart som beskrevs av Octave Parent 1928. Medetera plebeia ingår i släktet Medetera och familjen styltflugor.
Artens utbredningsområde är Costa Rica. Inga underarter finns listade i Catalogue of Life.